# Alexander Vohl
Alexander Vohl (* 1961 in Stuttgart) ist ein deutscher Architekt und Vorsitzender des Landesverbands Baden-Württemberg im Bund Deutscher Architektinnen und Architekten (BDA).

## Leben
Alexander Vohl besuchte nach dem Abitur in Korntal von 1982 bis 1983 die Freie Kunstschule Stuttgart. Von 1983 bis 1986 studierte er Architektur an der Technischen Hochschule Darmstadt und ab 1986 an der Universität Stuttgart, wo er 1989 die Diplom-Hauptprüfung ablegte. 1990 war er im Büro Behnisch & Partner angestellt, von 1991 bis 1995 arbeitete er im Büro von Tobias Wulf als Projektleiter. Von 1996 bis 2011 war er Partner des Büros Wulf & Partner in Stuttgart. Von 2011 bis 2018 leitete er als geschäftsführender Gesellschafter zusammen mit Tobias Wulf und Kai Bierich – seit 2015 zudem auch mit Jan-Michael Kallfaß, Ingmar Menzer und Steffen Vogt – das Büro Wulf Architekten GmbH.
Von 1994 bis 2007 war Alexander Vohl als Lehrbeauftragter für Entwerfen an der Fakultät für Architektur und Stadtplanung der Universität Stuttgart tätig.
Seit 2019 beschäftigt er sich in dem von ihm geführten Atelier Vohl in Stuttgart interdisziplinär mit Projekten in den Bereichen Architektur, Innenarchitektur, Möbelbau und Produktdesign.
Alexander Vohl ist Mitglied in der Architektenkammer Baden-Württemberg und im Bund Deutscher Architektinnen und Architekten (BDA). Nachdem er 2010 in den Vorstand des BDA-Landesverbands Baden-Württemberg gewählt worden war, war er von Oktober 2014 bis Oktober 2020 Vorsitzender dieses Verbands.
Ein Schwerpunkt seiner Arbeit ist die Entwicklung gestaltbildender Maßnahmen, die im Rahmen eines architektonischen Gesamtkonzeptes zu identifikationsstiftender Wahrnehmung (Corporate Design, Corporate Architecture) führen. Beispielhaft hierfür steht das Projekt adidas Factory Outlet in Herzogenaurach (2003), bei dem es für ihn darum ging, über die Architektur „Kerneigenschaften der Marke wie Dynamik, Modernität, Jugend und Zeitgeist auszudrücken.“

## Jurytätigkeiten
Seit 2003 ist Alexander Vohl regelmäßig als Preisrichter in Architektenwettbewerben für öffentliche und private Bauvorhaben tätig.

## Bauten
- St.-Meinrad-Gymnasium am Neckar
- Praxis Süd in Stuttgart
- Krankenhaus in Schwenningen
- Konrad-Adenauer-Realschule in Hamm
- Schulzentrum Dialog in Köln
- BZB-Bildungszentrum Benzberg in Markgröningen
- Schulzentrum Nord in Stuttgart
- Fassade der Hochgarage des Warenhauses Galeria Kaufhof in Stuttgart
- Kindertagesstätte Steelcase in Rosenheim
- Adidas Factory Outlet Center in Herzogenaurach[4]

## Publikationen
- wulf architekten (Hrsg.), Hubertus Adam (Einleitung): Rhythmus und Melodie. Niggli Verlag, Sulgen 2014, ISBN 978-3-7212-0900-6.
- Wulf & Partner (Hrsg.): Wulf & Partner. Selected works 2003–2010. Nelte Verlag, 2010, ISBN 3-932509-53-6.
- Falk Jaeger: Wulf & Partner. (Monografie) Jovis Verlag, 2007, ISBN 978-3-939633-55-6.
- Falk Jaeger: Unter schwingenden Dächern. Die Neue Messe Stuttgart. avedition Verlag, 2007, ISBN 978-3-89986-091-7.
- Wulf & Partner: Adidas Factory Outlet. Architektur und Design. avedition Verlag, 2005, ISBN 3-89986-041-1.
- Wulf & Partner. inbewegung. (Ausstellungskatalog) aedes Verlag, 2004, ISBN 3-937093-38-9.